# ジャスティン・ロイランド
マーク・ジャスティン・ロイランド（Mark Justin Roiland、1980年2月21日 - ）は、アメリカ合衆国の俳優、声優、アニメーター。カリフォルニア州ストックトン出身。

## 私生活
2023年1月12日、ロイランドは2020年1月に付き合っていた女性に対して当時行われたとする家庭内暴力と不法監禁の罪で起訴されたが、その後3月22日には、証拠が不十分であるとして、ロイランドへの訴えは取り下げられた事が報じられた。

## 参加作品

### テレビシリーズ
- サラ・シルバーマン・プログラム（2007年 - 2010年）アニメーションキャラクターデザイン、アニメーションディレクター、アニメーション監修
- リック・アンド・モーティ（2013年 - 現在）原作・総監督、オリジナルキャラクターデザイン、脚本、第1話演出

### 自主制作
- House of Cosby（2004年）原作・監督・脚本・作画・声優
- The Real Animated Adventures of Doc and Mharti（2006年）原作・監督・脚本・作画・声優
- Mr.Sprinkles（2007年）監督

他多数

## 出演作品
- スイチュー! フレンズ（オスカー）
- スペース・プレイヤーズ（リック・サンチェス、モーティ・スミス）
- アドベンチャー・タイム（レモングラブ）
- リック・アンド・モーティ（リック・サンチェス、モーティ・スミス、他）
- ソーラー・オポジット（コルボ）